# Gene Stupnitsky
Gena Stupnitsky (em ucraniano: Гена Ступницький; romaniz.: Gena Stupnitsky; nascido em Kiev, RSS da Ucrânia, União Soviética, em 26 de agosto de 1977), mais conhecido pelo pseudônimo Gene Stupnitsky, é um roteirista, produtor e diretor ucraniano radicado nos Estados Unidos. Ele costuma trabalhar com Lee Eisenberg, com quem ele fundou a empresa Quantity Entertainment. De 2005 a 2010, ele escreveu, produziu e dirigiu episódios da série de televisão da NBC, The Office, pela qual recebeu três indicações ao Primetime Emmy Award. Ele foi cocriador da comédia Hello Ladies (2013–2014) da HBO e, em 2023, de Jury Duty com Lee Eisenberg. Stupnitsky também trabalhou em filmes, escrevendo Year One (2009) e Bad Teacher (2011), além de dirigir Good Boys (2019) e No Hard Feelings (2023).

## Começo da vida
Gene Stupnitsky nasceu em Kiev, Ucrânia (à época, parte da União Soviética), em uma família de origem judaica. Ele cresceu nos subúrbios de Chicago. Ele estudou na Stevenson High School e se formou na Universidade de Iowa em 2000.

## Carreira
Em 2005, Eisenberg e Lee Eisenberg se juntaram à equipe da série de comédia da NBC, The Office, onde permaneceram da 2ª à 6ª temporada. Além de escrever, atuou como coprodutor executivo e dirigiu dois episódios, "Michael Scott Paper Company" e "The Lover", embora não seja creditado nesse último, já que apenas uma pessoa pode ser. Ele também interpretou Leo, um dos entregadores da Vance Refrigeration, presente em algumas gravações de The Office.
Junto com Stephen Merchant, eles criaram, produziram e escreveram a série Hello Ladies da HBO, que durou uma temporada e um especial. No mesmo ano, atuarem em Trophy Wife, que foi ao ar na ABC. Eles também foram produtores executivos da série Bad Teacher para a CBS. Stupnitsky fez sua estreia na direção com o filme de comédia Good Boys de 2019. Ele co-escreveu e dirigiu No Hard Feelings, estrelado por Jennifer Lawrence e lançado em junho de 2023.